# Павлович, Милка
Милка Павлович (сербохорв. Milka Pavlović, 1905, Кокинац, Королевство Хорватия и Славония, Австро-Венгрия — 18 мая 1935, Бьеловар, Королевство Югославия) — югославская крестьянка и серийная убийца. Проживая в селе Стари-Павляни, близ Бьеловара, она отравила мышьяком членов своей семьи, родственников и прислугу в период с марта по июль 1934 года в целях завладения их наследством, убив шестерых и нанеся вред здоровью ещё десятерым. Будучи признанной виновной в этих преступлениях, Павлович была приговорена к смертной казни и впоследствии казнена.
Количество жертв 6
Выживших 9

## Биография
О раннем периоде жизни Милки Павлович сохранилось мало сведений. Она родилась в 1905 году в маленькой деревушке Кокинац и в какой-то момент вышла замуж за Раде Павловича из соседнего селения Стари-Павляни, перебравшись жить в его дом и став работать дояркой. Бездетная и озлобленная Милка плохо относилась к своим односельчанам.
Примерно в марте 1934 года Павлович приобрела мышьяк в местной аптеке под вымышленным именем, утверждая, что он нужен ей для того, чтобы травить крыс. Она принесла яд домой и положила его в еду, которую подала своему мужу Раде. Вскоре его стала мучить сильная рвота, затем наступила смерть. Его кончину не посчитали подозрительной, и Милка унаследовала его имение, так как у супругов не было детей. В течение следующих нескольких месяцев десятки других её родственников и их слуг были отравлены таким же образом, преимущественно относившихся к дому семьи Ягодичей. В итоге четыре человека были госпитализированы в загребскую клинику с жалобами на ужасные спазмы в животе: вдова Славка Ягодич, её дочь Сава, неназванные по имени слуга и близкий родственник семьи. Вскоре все они скончались. Девять других членов дома семьи Ягодичей сумели выжить, но последствия отравления сказались на их здоровье. Уже 2 июля того же года случилась ещё одна странная смерть: кузнец-цыган, работавший на ту же семью, Мисо Юргевич, скончался, корчась в агонии, как и другие до него. Этот случай вызвал подозрения у местных жителей, которые поспешили указать на возможного виновника: вдову Милку Павлович, чей муж умер при очень похожих обстоятельствах всего несколько месяцев назад. Милку арестовали, а прокуратура распорядилась эксгумировать всех умерших и проверить на наличие следов отравления мышьяком. Хотя она сначала и отрицала свою вину, но в конце концов признала, что отравила своих жертв из-за желания овладеть их богатством. Её признание были подкреплено результатами эксгумации, согласно которым её супруг, члены семьи Ягодичей и Мисо Юргевич были отравлены смертельной дозой мышьяка. По словам Милки, она подсыпала яд в печенье, соль и прочую еду, пока одна готовила на кухне, а затем подавала отравленную пищу своим ничего не подозревающим жертвам.
В результате шестидневного судебного процесса Милка Павлович была признана виновной по всем пунктам обвинения и приговорена к смертной казни. В ходе судебного разбирательства было дополнительно выяснено, что она планировала также избавиться и от двухлетнего ребёнка, потенциального наследника богатств, при помощи отравленного хлеба, но в самый последний момент была остановлена матерью ребёнка. Милка Павлович была доставлена в Бьеловар, где 18 мая 1935 года была повешена.